# Hauswalder Bach
Der Hauswalder Bach, alternativ auch als Hauswalder Dorfbach bezeichnet, ist ein etwa 3,9 Kilometer langer linker Nebenfluss der Großen Röder in der sächsischen Stadt Großröhrsdorf.

## Verlauf
Der Hauswalder Bach entspringt am nordöstlichen Rand von Großröhrsdorf, am südlichen Ausläufer des 385 Meter hohen Krohnenbergs. Der Bachlauf führt durch den Ortsteil Hauswalde in den Ortsteil Bretnig und folgt dabei etwa dem Verlauf der Staatsstraße 56. An der ehemaligen Bretniger Brauerei mündet der Hauswalder Bach in die Große Röder.
Eine Straße in Hauswalde trägt den Namen Am Hauswalder Bach.

## Natur und Umwelt

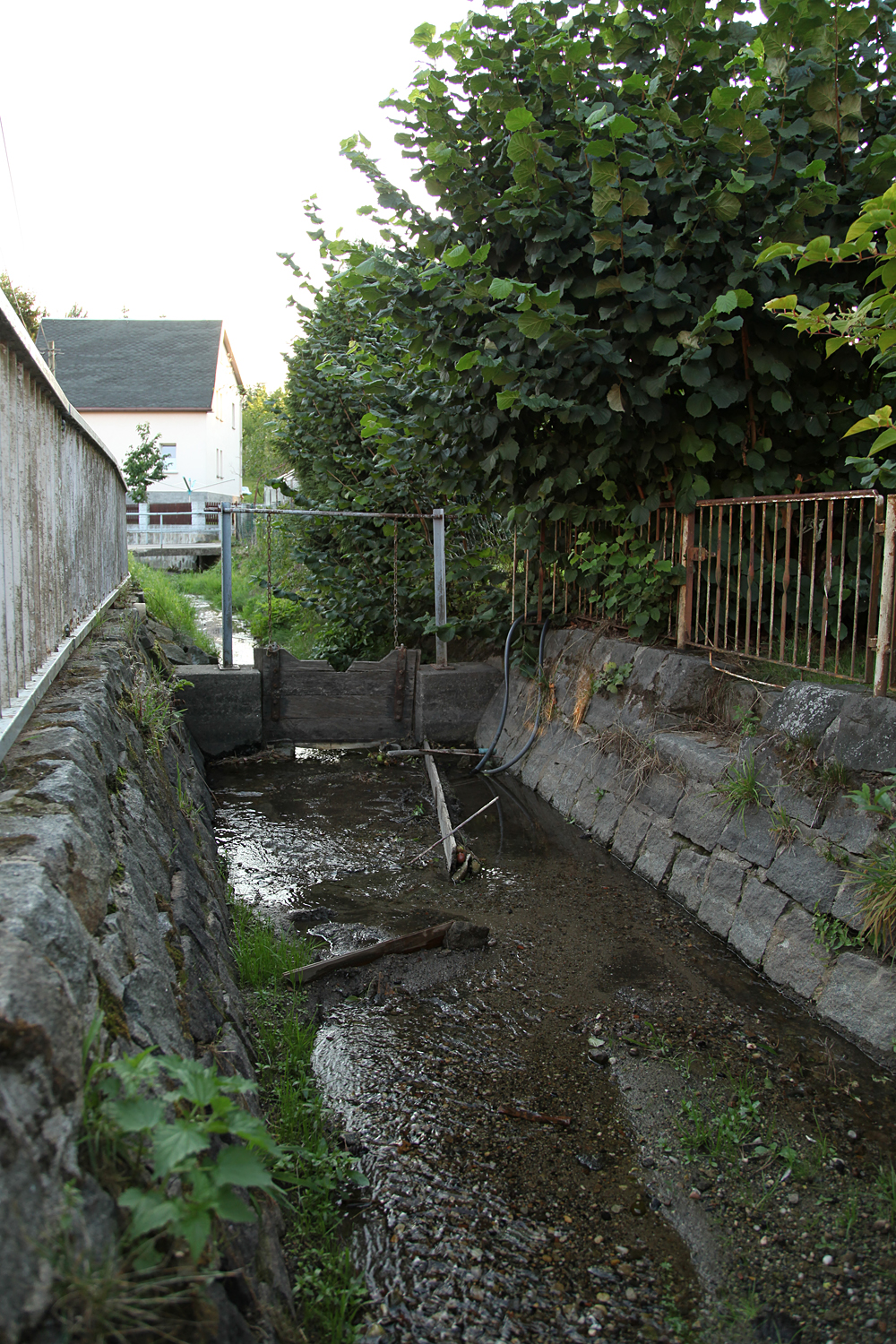
Wehranlage in Hauswalde

Aufgrund dessen, dass der Hauswalder Bach größtenteils durch bebautes Gebiet verläuft, ist das Flussbett zu weiten Teilen künstlich befestigt, stellenweise verläuft das Gewässer auch verrohrt.
Im Juli 2012 kam es aufgrund eines Unwetters mit Niederschlagsmengen von bis zu 70 mm pro Quadratmeter innerhalb weniger Stunden zu einem starken Hochwasser des Hauswalder Baches. Durch die starke Strömung und mitgeführten Schlamm wurden große Teile der Ufermauer des Baches stark beschädigt und teilweise völlig zerstört.

## ZwingerVom Hauswalder Bach
Seit 1972 existiert in Bischofswerda eine Zuchtstätte für Deutsche Schäferhunde mit dem Zwingernamen Vom Hauswalder Bach. Die Benennung nach dem Bach begründet sich im damaligen Wohnsitz des Züchters in Hauswalde in der Nähe des Gewässers. Schäferhunde Vom Hauswalder Bach nahmen zu Zeiten der DDR ebenso wie nach der Wende erfolgreich an Sieger- und Rassehundeausstellungen teil.